# 格倫 (紐約州)
格倫（英語：Glen）是一個位於美國紐約州蒙哥馬利縣的鎮。

## 人口
根據2020年美國人口普查的數據，格倫的面積為101.85平方千米，當中陸地面積為100.03平方千米，而水域面積為1.82平方千米。當地共有人口2536人，而人口密度為每平方千米25人。